# Puy-Saint-Martin
Puy-Saint-Martin é uma comuna francesa na região administrativa de Auvérnia-Ródano-Alpes, no departamento de Drôme. Estende-se por uma área de 11,65 km². Em 2010 a comuna tinha 915 habitantes (densidade: 78,5 hab./km²).